# 1208 w literaturze
Wydarzenia literackie w 1208 roku.

## Nowe książki
- Saxo Grammaticus, Gesta Danorum

## Urodzili się
- Sempad the Constable, armeński pisarz (zm. 1276)

## Zmarli
- Guiot de Provins, francuski truwer (rok narodzin nieznany)
- Kolbeinn Tumason, islandzki poeta (ur. ok. 1173)